# Manfred Schönfelder
Manfred Schönfelder (18. březen, 1912 – 4. březen, 1983) byl vysoce vyznamenaný důstojník Waffen-SS v hodnosti SS-Obersturmbannführer (Podplukovník)za druhé světové války. Mimo jiné byl i držitelem Rytířského kříže železného kříže.
Manfred Schönfelder se narodil 18. března roku 1912 ve městě Hellerau poblíž Drážďan. Poté, co získává maturitu na střední škole, tak vstupuje roku 1933 do SS a je mezi prvními kadety důstojnické školy SS v bavorském Bad Tölzu.
Po dokončení školy je mu udělena hodnost SS-Untersturmführer (Poručík) a je zařazen k SS pluku Deutschland.
Později se stává pobočníkem velitele III. praporu svého pluku a s následujícím povýšením je jmenován velitelem 12. kulometné roty se kterou se účastní invaze do Polska i bitvy o Francii.
V únoru roku 1941 je mu svěřeno velení SS pluku Germania pro nadcházející invazi do SSSR (Operace Barbarossa). Zá působení u tohoto pluku je 11. června 1942 vyznamenán Německým křížem ve zlatě.
V září roku 1942 je převelen ke štábu 5. tankové divizi SS "Wiking", kde nejdříve slouží jako proviantní důstojník a později nahrazuje SS-Sturmbannführera Erwina H. Reichela jako náčelníka štábu divize.
S divizí se účastní mnoha bitev na východní frontě včetně bitvy v Čerkasské kotlině, kde se Schönfelderovi povedlo zabránit ztrátám divizního dělostřelectva, které tak umožnilo celé divizi vytrvat dalších 24 hodin a poté tak i stáhnout z obtížného terénu.
Také se mu podařilo držet zpět sovětské jednotky a zabránit tak obklíčení divize v kotlině. Za tyto akce byl na návrh velitele divize SS-Obergruppenführera Herberta Otto Gilleho vyznamenán 23. února roku 1944 rytířským křížem.
Se svým následujícím povýšením na SS-Obersturmbannführera (Podplukovník) je převelen do štábu IV. tankového sboru SS, kde ve funkci náčelníka štábu sboru nahrazuje SS-Standartenführera Nikolause Heilmanna. Na této pozici zůstává až do konce války, kdy se vzdává se svým štábem západně od Vídně americkým jednotkám.

## Shrnutí vojenské kariéry
Datum povýšení
- SS-Untersturmführer 1933-1934
- SS-Obersturmführer 1934-1935
- SS-Hauptsturmführer 1935-1938
- SS-Sturmbannführer 1938-1942
- SS-Obersturmbannführer 1943-1945

Významná vyznamenání
- Rytířský kříž Železného kříže – 23. únor, 1944
- Německý kříž ve zlatě – 11. červen, 1942
- Finský řád kříže Svobody III. třídy s meči – 7. červen, 1943
- Železný kříž I. třídy – 18. červen, 1940
- Železný kříž II. třídy – 3. říjen, 1939
- Odznak za zranění ve stříbře
- Útočný odznak pěchoty ve stříbře
- Medaile za východní frontu
- Umrlčí prsten SS
- Čestná dýka Reichsführera-SS